# Rudolph Krebel
Rudolph Krebel (* 1802, Geburtsort unbekannt; Todesdatum und Todesort unbekannt) war ein in Russland lebender deutscher Militärarzt des 19. Jahrhunderts.

## Leben
Über Rudolph Krebels Leben ist wenig bekannt. 1823 wurde er in Halle mit einer Dissertation „De anatomia pathologica ossium capitis“ promoviert. In den 1830er Jahren war er Stabsarzt am Seehospital zu Kronstadt. Auf der Titelseite eines 1847 in Jena erschienenen Buches nannte er sich Kaiserlich Russischer Hofrath, Ritter und Stabsarzt in Sankt Petersburg.
Von 1844 bis 1860 war Krebel neben Maximilian Heine und Karl Heinrich Thielmann Herausgeber der in Sankt Petersburg erscheinenden Zeitschrift „Medicinische Zeitung Russlands“.

## Schriften (Auswahl)

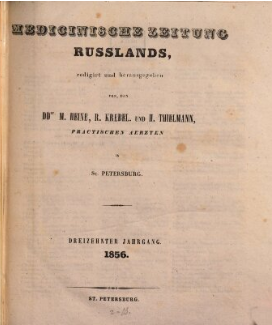
Medicinische Zeitung Russlands (Jg. 1856)

- Russlands naturhistorische und medicinische Literatur. Schriften und Abhandlungen in nicht – russischer Sprache. Friedrich Mauke, Jena 1847 (Digitalisat)
- Geschichte und chronologische Übersicht der Gesammtliteratur des Scorbuts. Zu Commiss. Bei Veit & Comp., Berlin 1849 (Digitalisat)
- Volksmedicin und Volksmittel verschiedener Völkerstämme Russlands : Skizzen von Rudolph Krebel.  C. F. Winter, Leipzig u. Heidelberg 1858 (Digitalisat)
- Der Scorbut in geschichtlich-literarischer, pathologischer, prophylactischer und therapeutischer Beziehung. Zu Commiss. bei R. Hartmann, Leipzig 1862 (Digitalisat); neue Ausgabe (Ed. Wartig), Leipzig 1866 (Digitalisat)

Beiträge in: Medicinische Zeitung Russlands (Auswahl)
- 1. Jahrgang (1844)
  - Medicinisch-Topographische Notizen über Cronstadt. S. 177–183 (Digitalisat); S. 185–188 (Digitalisat)
- 2. Jahrgang (1845)
  - Volksarzneimittel in Russland. S. 12–16 Fieber (Digitalisat); S. 21–22 Brustbeschwerden (Digitalisat); S. 30–31 Asiatische Cholera, Nervenkrankheiten, Hautausschläge (Digitalisat); S. 36–37 Augenkrankheiten (Digitalisat); S. 46–47 Wassersucht, Scorbut, Stomacace und Aphten (Digitalisat); S. 52–54 Blutflüsse, Drüsenentzündungen, Drüsengeschwülste, Abscesse etc., Rheumatismus, Gicht etc.,  (Digitalisat); S. 60–62 Syphilis, Wunden, Contusionen, Geschwüre etc.  (Digitalisat); S. 78–79 Biss toller Hunde, Pustula maligna contagiosa (Digitalisat)
  - Betrachtungen über den Weichselzopf. S. 173–175 (Digitalisat)
- 3. Jahrgang (1846)
  - Nachtrag zu den Volksmitteln aus Russland. S. 77–78 (Digitalisat)
  - Folia et Putamen Juglandis regiae gegen Scropheln. S. 132–135 (Digitalisat)
  - Lepra Taurica. S. 296–302 (Digitalisat); S. 306–310 (Digitalisat)
- 4. Jahrgang (1847)
  - Geschichtliches über Variola, Variolois und Varicella. S. 27–29 (Digitalisat)
  - Die Nicht-Zurechnungsfähigkeit bei zweifelhaften Geisteskrankheiten kann in den meisten Fällen nur auf hohe Wahrscheinlichkeit, niemals aber auf absolute Gewissheit basiert sein. S. 133–134 (Digitalisat)
- 5. Jahrgang (1848)
  - Choleraepidemie zu Cronstadt im Jahre 1831. S. 273–279 (Digitalisat); S. 281–286; (Digitalisat)
  - Geschichte und chronologische Übersicht der Gesamtliteratur des Scorbuts. S. 357–360 (Digitalisat); S. 365–367 (Digitalisat); S. 373–375 (Digitalisat); S. 380–383 (Digitalisat); S. 389–392 [ (Digitalisat)]; S. 399–400 (Digitalisat)
- 6. Jahrgang (1849)  
  - Geschichte und chronologische Übersicht der Gesamtliteratur des Scorbuts. S. 13–16 (Digitalisat); S. 20–24 (Digitalisat); S. 30–32 (Digitalisat); S. 36–39 (Digitalisat); S. 45–47 (Digitalisat); S. 61–64 (Digitalisat); S. 69–70 (Digitalisat); S. 264 (Digitalisat)
  - Cannabis indica (arabisch: Chaschisch) als Berauschungs- und Heilmittel. 185–188 (Digitalisat)
  - Pustula  oder Carbunculus malignus contagiosus. 225–228 (Digitalisat); 233–238 (Digitalisat); 241–247 (Digitalisat); 249–234 (Digitalisat)
- 7. Jahrgang (1850)
  - Nachträge zur Geschichte und chronologischen Übersicht der Gesamtliteratur des Scorbuts im Jahrgang 1848 und 1849. S. 304 (Digitalisat); S. 311–312 (Digitalisat)
- 8. Jahrgang (1851)
  - Nachtrag und Berichtigungen zur Geschichte und Gesamtliteratur des Scorbuts, im Jahrgang 1848, 1849 und 1850. S. 270–-273 (Digitalisat); S. 279–281 (Digitalisat); S. 287–290 (Digitalisat); S. 311–312 (Digitalisat)
  - Behandlung der atonischen Fußgeschwüre. S. 371–374 (Digitalisat); S. 379–384 (Digitalisat); S. 387–390 (Digitalisat); S. 395–398 (Digitalisat)
- 10. Jahrgang (1853)
  - Fragment über den Entwicklungsgang der medicinischen Gymnastik. S. 257–260 (Digitalisat)
- 12. Jahrgang (1855)
  - Lupulin, als Anaphrodisiacum. S. 127–128 (Digitalisat)
  - Fragment über den Keuchhusten. S. 129–132 (Digitalisat)
  - Kurze Beschreibung der Influenza-Epidemie zu St. Petersburg im Winter 1854 und 1855. 401–403 (Digitalisat)
- 13. Jahrgang (1856)
  - Gewöhnliches Trinkwasser, dessen Reinigung und Aufbewahrung, so wie auch Trinkbarmachung des verdorbenen und des Seewassers. S. 20–22 (Digitalisat); S. 29–30 (Digitalisat)
  - Über den Nutzen der Kartoffeln zur Beseitigung von Skorbut. S. 36–38 (Digitalisat)
  - Umrisse zur Lehre über psychische Einflüsse in Bezug auf Krankheiten und deren Beseitigung. S. 65–68 (Digitalisat); S. 73–76 (Digitalisat); S. 81–84 (Digitalisat); S. 89–92 (Digitalisat)
  - Über die Natur und Behandlung der Schlaflosigkeit. S. 209–-213 (Digitalisat); S. 217–220 (Digitalisat)
- 14. Jahrgang (1857)
  - Bemerkungen über das Clima von Transcaucasien und dessen schädliche Einflüsse. S. 5–7 (Digitalisat); S. 12–14 (Digitalisat)
  - Bemerkungen über Variola, Variolaleiden, Varicellen und Kuhpocken. S. 361–364 (Digitalisat)
- 16. Jahrgang (1959)
  - Practische Bemerkungen über Panaritium, Onychia und Paronychia. S. 305–309 (Digitalisat); S. 313–316 (Digitalisat)